# Falls Creek (Victoria)

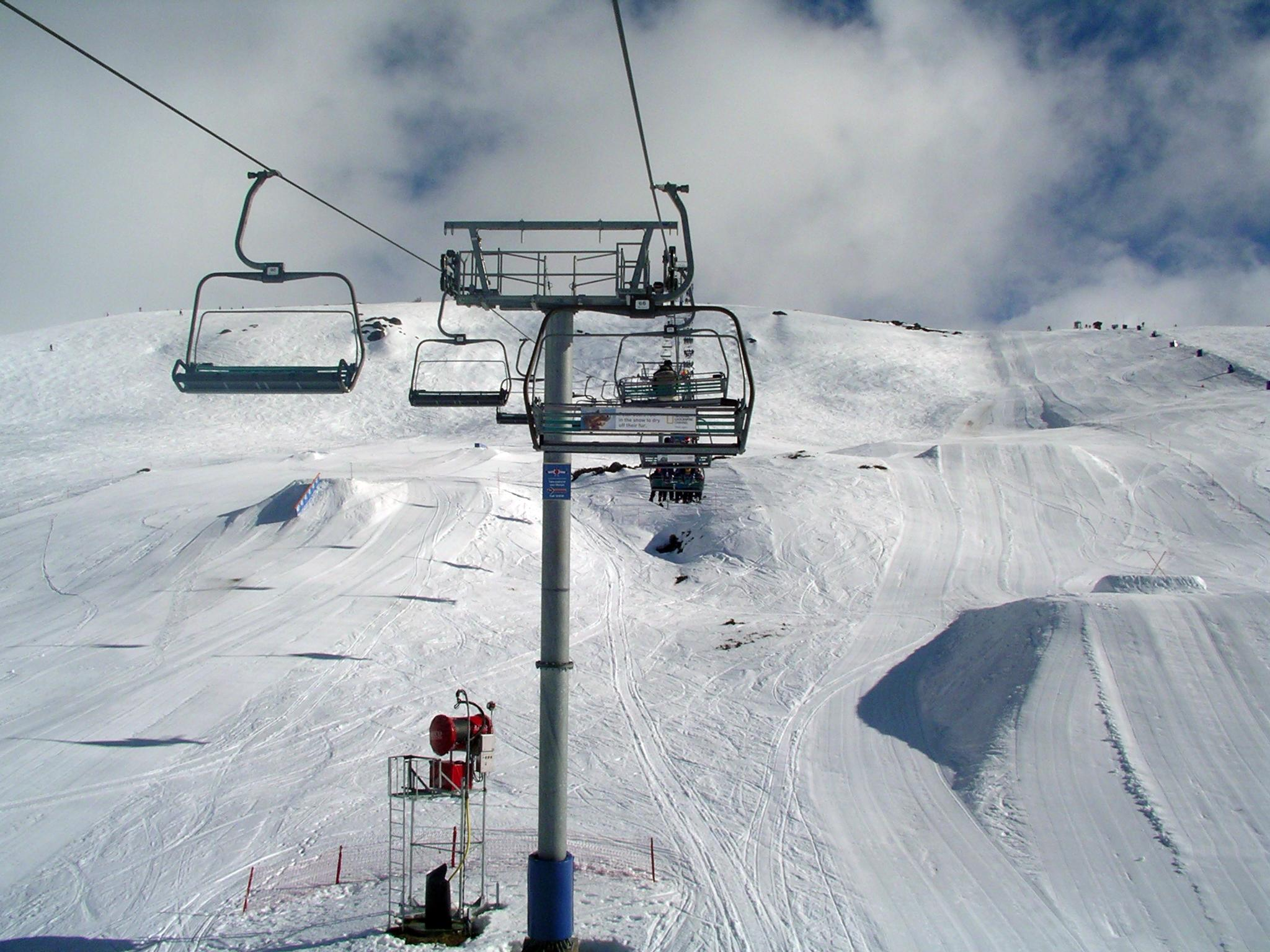
La sciovia di Ruined Castle

Il resort alpino di Falls Creek è un impianto sciistico alpino nella regione di Hume, nel nord-est dello Stato di Victoria, in Australia. Si trova nel Parco Nazionale Alpino delle Alpi Vittoriane, approssimativamente a circa 350 km di strada da Melbourne e a circa 30 km da Mount Beauty. Il resort si trova ad un'altezza compresa tra 1210 e 1830 metri al di sopra del livello del mare, con l'impianto di risalita più alto a quota 1780 metri circa. È possibile sciare anche nei pressi della cima del Monte McKay, a 1842 metri, accessibile tramite un gatto delle nevi fornito dal resort.